# Philipp Diffené
Philipp Daniel Diffené (* 26. Mai 1833 in Mannheim; † 4. Januar 1903 ebenda) war ein deutscher Kaufmann und Politiker, Mitglied des Deutschen Reichstags.

## Leben
Philipp Diffené war der Sohn des Mannheimer Oberbürgermeisters und Weinhändlers Heinrich Christian Diffené. Verheiratet war er mit Emma geb. Böhme (1840–1903). Seine Tochter Emma (1865–1931) war verheiratet mit Georg Otto Giulini (1858–1954). Er war Mitinhaber der Tabak- und Weingroßhandlung Sauerbeck & Diffené. 1876 wurde er Vizepräsident und von 1880 bis zu seinem Tode war er Präsident der Handelskammer für den Kreis Mannheim. Weiter war er Vorsitzender der Sektion Mannheim des Deutschen Kolonialvereins, Mitglied des Handelsgerichts, Mitglied des Stadtverordneten-Vorstandes und Königlich Belgischer Konsul. 1892/1893 war er Mitglied der Börsenenquetekommission.

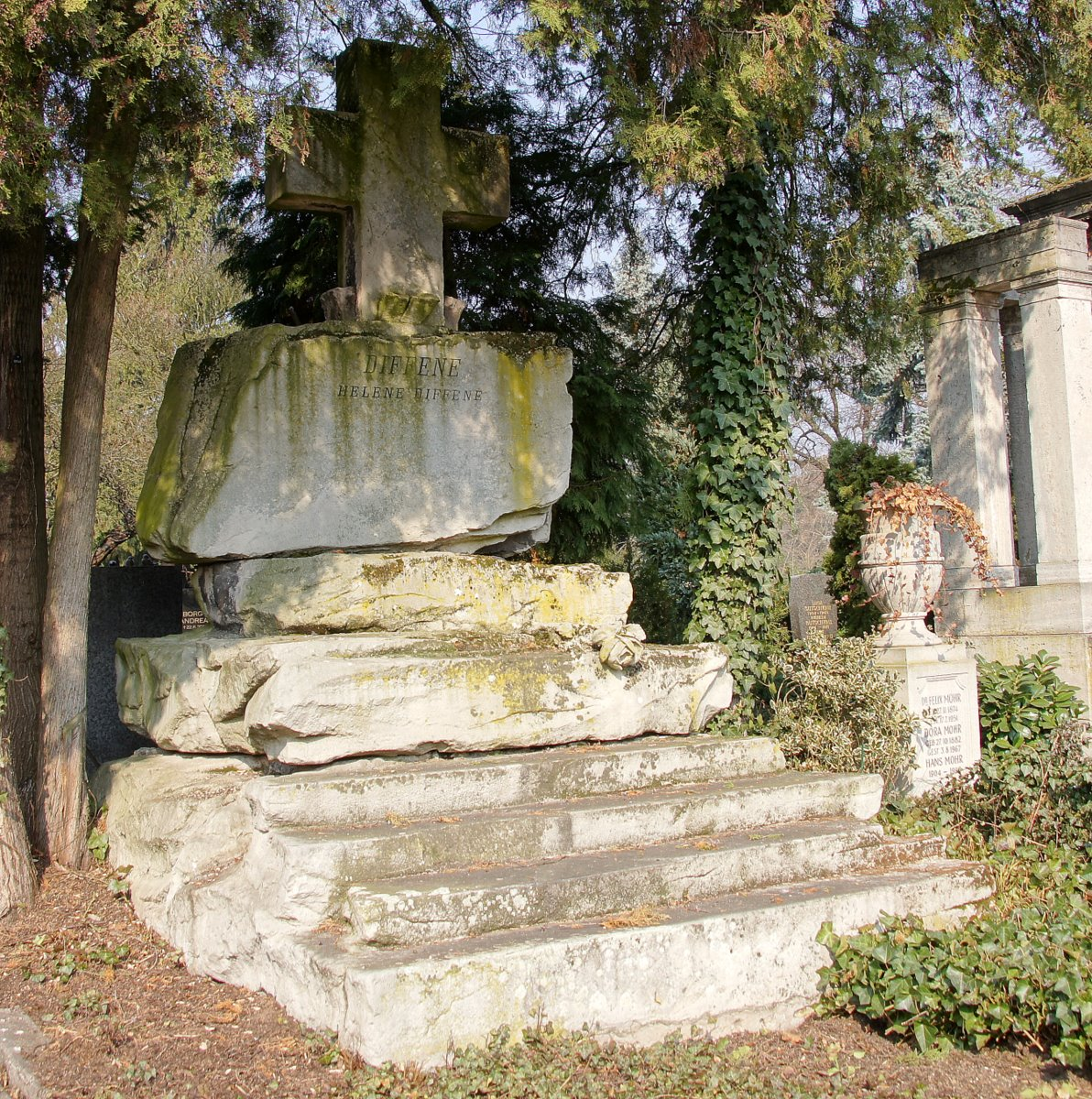
Diffenés Grab in Mannheim

Ab 1881 war er Mitglied der Ersten Badischen Ständekammer, seit 1893 deren zweiter Vizepräsident. Von 1886 bis 1890 war er Mitglied des Deutschen Reichstags für den Wahlkreis Großherzogtum Baden 11 (Mannheim) und die Nationalliberale Partei.
Er war Präsident des Badischen Handeltags sowie verschiedener patriotischer und gemeinnütziger Vereinigungen und wurde mit dem Ehrentitel Geheimer Kommerzienrat ausgezeichnet.
1903 wurde ihm posthum die Ehrenbürgerwürde der Stadt Mannheim verliehen. Außerdem benannte die Stadt eine Brücke und eine Straße nach ihm.
Sein Grab auf dem Hauptfriedhof Mannheim ist eine hainartige Anlage mit Kalksteinmonument. Eine Treppe führt zu einem großen Felsblock, der als Sockel für das Grabkreuz dient. Auf den oberen Stufen ist eine Kalksteinrose, daneben stand ehemals ein lebensgroßer, trauernder Engel aus Marmor.